# Habenaria gonatosiphon
Habenaria gonatosiphon är en orkidéart som beskrevs av Victor Samuel Summerhayes. Habenaria gonatosiphon ingår i släktet Habenaria och familjen orkidéer. Inga underarter finns listade i Catalogue of Life.